# Matérialisme spirituel
Pour les articles homonymes, voir matérialisme (homonymie).
Le matérialisme spirituel est un concept du rinpoché tibétain Chögyam Trungpa Rinpoché (1939-1987), issu de son observation de la pratique spirituelle en Occident,, mettant en garde sur le risque de détournement par l'ego de la pratique spirituelle pour se renforcer.
En 1968, lors d'une retraite de 10 jours à Taktshang au Bhoutan, Chögyam Trungpa composa La Sadhana du Mahamudra, et réalisa que pour permettre le développement d'une spiritualité authentique en Occident, il devait essayer d'exposer le matérialisme spirituel et ses embûches. Il décrivit ce processus, et le moyen de s'en libérer dans plusieurs conférences retranscrites dans ses ouvrages.

## Définitions
Selon Chögyam Trungpa, « les problèmes fondamentaux du matérialisme spirituel sont communs à toutes les disciplines spirituelles. « Un certain nombre de voies de traverse conduisent à une version distordue, égocentrique, de la vie spirituelle. Nous pouvons nous illusionner en pensant que nous nous développons spirituellement, alors qu'en fait nous usons de techniques spirituelles pour renforcer notre ego. Cette distorsion fondamentale mérite le nom de matérialisme spirituel ».
Pour le décrire, il a recours aux « trois seigneurs du matérialisme », le Seigneur de la Forme, et  « sa quête névrotique de confort, de sécurité et de plaisir », le Seigneur de la Parole, et l'usage des « systèmes d'idées » et le Seigneur de l'Esprit, et l'effort de maintenir la « conscience de soi ». Selon Chögyam  Trungpa, l'ego peut utiliser des ruses pour subsister, voire se renforcer. Par exemple, il peut être fasciné par sa propre pratique de méditation dans une attitude d'imitation qui n'est pas une pratique authentique ; ou rechercher « un accomplissement supérieur, une libération plus grande ». L'utilisation des croyances peut nous emprisonner : « aussi longtemps que nous suivons une approche spirituelle promettant le salut, des miracles, la libération, nous restons liés par la chaîne d'or de la spiritualité. » Trungpa préconise d'examiner notre propre expérience, selon les principes bouddhistes, et de pratiquer la méditation « sans fixation dualiste » en abordant la spiritualité de façon « naturelle, ordinaire, dépourvue d'ambition », afin de ne plus être « assujettis au trois seigneurs du matérialisme ».
Pour autant, il ne s'agit pas selon Trungpa de combattre l'ego, ce qui reviendrait à une attitude dualiste : « On croit que l'on doit détruire cet ego, ce moi, [...] car, ordinairement, lorsqu'il est question de spiritualité, on croit qu'il s'agit de combattre le mal ; je suis bon, la spiritualité est le bien ultime, le bien suprême, et l'autre côté est mauvais. Mais loin d'être une bataille, la véritable spiritualité est la pratique ultime de non-violence. Sans considérer aucun élément de nous-mêmes comme vil ou hostile, nous tâchons de tout utiliser comme partie du processus naturel de la vie. Dès que se développe une notion de polarité entre le bien et le mal, nous sommes pris dans le matérialisme spirituel ».
Chögyam Trungpa, dans son livre sur le sujet, caractérise le matérialisme spirituel comme une « spiritualité frelatée » ou comme une conséquence de la « bureaucratie de l'ego » qui est le « constant désir qu'a l'ego d'une forme plus haute, plus spirituelle, plus transcendante du savoir, de la religion, de la vertu, de la discrimination, du confort, bref, de ce qui fait l'objet de sa quête particulière. »

## Libération
Dans Le mythe de la liberté et la voie de la méditation, Chögyam Trungpa déclare que dans la voie du mahayana, à la 7e terre d'éveil (bhūmi), le bodhisattva dont l'approche était encore marquée par le matérialisme spirituel, s'en libère avec le développement de « moyens habiles » (upaya).

## Opinions
Selon Frédéric Lenoir, c'est face au matérialisme spirituel occidental, que Chögyam Trungpa a « renoncé à transmettre des initiations du Vajrayana aux débutants pour mettre en place un cursus simple et progressif d'initiation au bouddhisme, le plus universel et le plus déculturé possible ».
Divers auteurs ont commenté ce concept, Françoise Bonardel souligne en particulier l'aspect de « rationalisation du sentier spirituel » que relève Trungpa, qui serait une conséquence de la vieille confrontation entre la raison et la foi. 
André Fortier y voit la conséquence de l'intérêt pour les manifestations psychophysiques et le paranormal plutôt que pour la spiritualité. 
Philippe Gaudin, y voit une tentative d'éviter de « s'exposer de manière plus directe et plus abrupte à ce qui est ». 
Frans Goetghebeur définit le matérialisme spirituel comme un « produit de consommation qui n'engage pas l'être de l'homme ». 
Élisabeth Martens approuve cette définition d'« un matérialisme spirituel qui assaille notre monde désenchanté », tout en relevant que les excès du « lama dans sa vie privée » sont contrebalancés par son apport au bouddhisme.
Robert Linssen a écrit en 1954 un ouvrage intitulé Vers le matérialisme spirituel auquel il donnait un sens différent de « matérialisation de la spiritualité ».